# アリス/バッキンガム
『アリス/バッキンガム』は、水曜日のカンパネラの配信限定シングル。2021年10月27日にワーナーミュージック・ジャパンから両A面の配信限定シングルとして配信開始された。2代目ボーカルの詩羽が加入後、初のシングルとなる 。
「アリス」と「バッキンガム」の両曲ともケンモチヒデフミが作詞作曲を手掛けた。「アリス」は『不思議の国のアリス』のように日常から別世界に迷い込んだような世界観を、「バッキンガム」は東京都世田谷区の給田を、それぞれ題材としている。
「THE FIRST TAKE」では、第254回の「エジソン」に引き続いて、第258回「バッキンガム」が2022年10月26日に公開された。

## ミュージック・ビデオ
アリス
- 監督 - 藤代雄一朗

バッキンガム
- 監督 – マイ
- 世田谷区にあるカレー店「バッキンガム宮殿」で撮影された[1]。

## シングル収録曲
| 全作詞・作曲・編曲: ケンモチヒデフミ。 |                  |                  |                  |      |
| #                                      | タイトル         | 作詞             | 作曲・編曲       | 時間 |
| 1.                                     | 「アリス」       | ケンモチヒデフミ | ケンモチヒデフミ | 3:34 |
| 2.                                     | 「バッキンガム」 | ケンモチヒデフミ | ケンモチヒデフミ | 3:41 |
| 合計時間:                              | 合計時間:        | 7:15             |                  |      |

| #         | タイトル                               | 作詞 | 作曲・編曲 | 時間 |
| --------- | -------------------------------------- | ---- | ---------- | ---- |
| 1.        | 「バッキンガム - From THE FIRST TAKE」 |      |            | 3:38 |
| 合計時間: | 合計時間:                              | 3:38 |            |      |